# Hersilia sundaica
Hersilia sundaica är en spindelart som beskrevs av Baehr 1993. Hersilia sundaica ingår i släktet Hersilia och familjen Hersiliidae. Inga underarter finns listade i Catalogue of Life.